# سيسي بيليس
سيسي بيليس (بالإنجليزية: CiCi Bellis)‏ مواليد 8 أبريل 1999 في سان فرانسيسكو، هي لاعبة كرة مضرب أمريكية وتحتل حالياً المرتبة 231 (مارس 7, 2016) في تصنيف رابطة محترفات كرة المضرب. أعلى تصنيف لها في الفردي كان 152. أعلى تصنيف لها في الزوجي كان 329.

## النهائيات

### الفردي (3–1)
| الحصيلة | الرقم | التاريخ         | الدورة                       | الأرضية | المنافس           | النتيجة       |
| ------- | ----- | --------------- | ---------------------------- | ------- | ----------------- | ------------- |
| الفوز   | 1.    | أكتوبر 6, 2014  | روك هيل، الولايات المتحدة    | صلبة    | لورين إمبري       | 6–4, 6–0      |
| الفوز   | 2.    | أكتوبر 13, 2014 | فلورنس، الولايات المتحدة     | صلبة    | يساليني بونافنتور | 6–2, 6–1      |
| الفوز   | 3.    | فبراير 23, 2015 | كاليفورنيا، الولايات المتحدة | صلبة    | ماريا سانشيز      | 6–2, 6–0      |
| الوصافة | 1.    | فبراير 15, 2016 | سوربرايز، الولايات المتحدة   | صلبة    | جيمي لوب          | 6–3, 1–6, 3–6 |

### الزوجي (2–0)
| الحصيلة | الرقم | التاريخ        | الدورة                     | الأرضية | الشريك        | المنافس                   | النتيجة          |
| ------- | ----- | -------------- | -------------------------- | ------- | ------------- | ------------------------- | ---------------- |
| الفوز   | 1.    | مارس 10, 2014  | أورلاندو، الولايات المتحدة | ترابية  | ألكسيس نيلسون | سالي بيرز ناتالي بلوسكوتا | 6–2, 0–6, [11–9] |
| الفوز   | 2.    | فبراير 1, 2016 | ميدلاند، الولايات المتحدة  | صلبة    | إنغريد نيل    | نايومي برودي شيلبي روجرز  | 6–2, 6–4         |

## الخط الزمني للأداء
مفتاح
| ف | ن | ن.ن | ر.ن | د# | د.م | ل | أ.أ | ت | غ | ب | ف | ذ | م.خ | ل.ت |

(ف) فاز بالبطولة (ن) وصل النهائي (ن.ن) نصف النهائي (ر.ن) ربع النهائي (د#) الأدوار الأربعة الأولى (د.م) دور المجموعات (ل) شارك في كأس ديفيز (أ.أ) خرج من الأدوار الاولى (ت) خسر التصفيات التأهيلية (غ) غاب عن الحدث أو البطولة (ب) حصل على ميدالية برونزية (ف) حصل على ميدالية فضية (ذ) حصل على ميدالية ذهبية (م.خ) بطولة الماسترز خُفضت إلى مرتبة أقل (ل.ت) البطولة لم تعقد في السنة المعينة.
لتجنب الارتباك وازدواجية الحساب، يتم تحديث هذه المعلومات إما في نهاية البطولة، أو عندما تكون مشاركة اللاعب في البطولة قد انتهت.

### الفردي
| الدورة            | 2014 | 2015 | 2016 | ف-خ |
| ----------------- | ---- | ---- | ---- | --- |
| أستراليا المفتوحة | غ    | غ    | غ    | 0–0 |
| فرنسا المفتوحة    | غ    | ت1   | بلا  | 0–0 |
| بطولة ويمبلدون    | غ    | غ    | بلا  | 0–0 |
| أمريكا المفتوحة   | د2   | ت3   | بلا  | 1–1 |
| فوز-خسارة         | 1–1  | 0–0  | 0–0  | 1–1 |

## روابط خارجية
- سيسي بيليس على موقع رابطة محترفات التنس (الإنجليزية)
- سيسي بيليس على موقع الاتحاد الدولي لكرة المضرب (الإنجليزية)
- سيسي بيليس على موقع خلاصة التنس.كوم (الإنجليزية)
- سيسي بيليس على موقع إي إس بي إن.كوم (الإنجليزية)